# Забродівська сільська рада (Харківська область)
Заброді́вська сільська́ ра́да — адміністративно-територіальна одиниця та орган місцевого самоврядування в Богодухівському районі Харківської області. Адміністративний центр — село Заброди.

## Загальні відомості
- Забродівська сільська рада утворена в 1918 році.
- Територія ради: 40,59 км²
- Населення ради: 1 377 осіб (станом на 2001 рік)
- Територією ради протікає річка Мерла.

## Населені пункти
Сільській раді були підпорядковані населені пункти:
- с. Заброди
- с. Воскобійники
- с. Лозова
- с. Новоселівка
- с. Філатове

## Склад ради
Рада складалася з 16 депутатів та голови.
- Голова ради: Надолинний Володимир Леонідович
- Секретар ради: Пилипенко Надія Андріївна

### Керівний склад попередніх скликань
| Прізвище, ім'я, по батькові     | Основні відомості                                                         | Дата обрання | Дата звільнення |
| ------------------------------- | ------------------------------------------------------------------------- | ------------ | --------------- |
| Надолинний Володимир Леонідович | Сільський голова, 1962 року народження, освіта вища                       | 26.03.2006   | 31.10.2010      |
| Надолинний Володимир Леонідович | Сільський голова, 1962 року народження, освіта вища, член Партії регіонів | 31.10.2010   |                 |

Примітка: таблиця складена за даними сайту Верховної Ради України

### Депутати
За результатами місцевих виборів 2010 року депутатами ради стали:

#### За суб'єктами висування
| Суб'єкт висування                                       | Кількість обраних депутатів | %    |
| ------------------------------------------------------- | --------------------------- | ---- |
| Партія регіонів                                         | 13                          | 81,3 |
| Політична партія Всеукраїнське об'єднання «Батьківщина» | 1                           | 6,3  |
| Політична партія «Сильна Україна»                       | 1                           | 6,3  |
| Самовисування                                           | 1                           | 6,3  |

#### За округами
| № округу                                                | Прізвище, ім'я, по батькові  | Дата визнання обраним | Освіта  | Партійна приналежність                  | Відомості про обраного депутата                                   |
| ------------------------------------------------------- | ---------------------------- | --------------------- | ------- | --------------------------------------- | ----------------------------------------------------------------- |
| Партія регіонів                                         |                              |                       |         |                                         |                                                                   |
| 1                                                       | Чуйко Олександр Михайлович   | 04.11.2010            | середня | позапартійний                           | тимчасово не працює                                               |
| 2                                                       | Нежид Олена Павлівна         | 04.11.2010            | середня | позапартійна                            | Забродівська загальноосвітня школа І-ІІ ст., вчитель              |
| 3                                                       | Севідова Світлана Віталіївна | 04.11.2010            | середня | член Партії регіонів                    | Забродівська сільська рада, головний бухгалтер                    |
| 4                                                       | Усатий Олексій Андрійович    | 04.11.2010            | середня | позапартійний                           | тимчасово не працює                                               |
| 6                                                       | Жученко Світлана Дмитрівна   | 04.11.2010            | середня | член Партії регіонів                    | Забродівська сільська рада, касир                                 |
| 7                                                       | Нехвядович Світлана Петрівна | 04.11.2010            | середня | позапартійна                            | Забродівський фельдшерсько-акушерський пункт, акушерка            |
| 8                                                       | Пось Алім Васильович         | 04.11.2010            | середня | позапартійний                           | пенсіонер                                                         |
| 9                                                       | Божко Олег Михайлович        | 04.11.2010            | середня | позапартійний                           | тимчасово не працює                                               |
| 11                                                      | Пилипенко Надія Андріївна    | 04.11.2010            | середня | член Партії регіонів                    | Забродівська сільська рада, секретар ради та виконкому            |
| 12                                                      | Фоменко Олександр Вікторович | 04.11.2010            | середня | позапартійний                           | Лозівський сільський клуб, завідувач                              |
| 13                                                      | Ступка Олександра Іванівна   | 04.11.2010            | вища    | позапартійна                            | ДП «Богодухівський СГУКК», методист                               |
| 14                                                      | Фоменко Світлана Віталіївна  | 04.11.2010            | середня | позапартійна                            | Лозівський сільськийклуб, прибиральниця                           |
| 16                                                      | Кулініч Юлія Леонідівна      | 04.11.2010            | середня | член Партії регіонів                    | Лозівський фельдшерсько-акушерський пункт, молодша медична сестра |
| Політична партія Всеукраїнське об'єднання «Батьківщина» |                              |                       |         |                                         |                                                                   |
| 15                                                      | Адамський Ігор Ілліч         | 04.11.2010            | вища    | позапартійний                           | АК «Харківобленерго» Богодухівський РЕМ, електромонтер            |
| Політична партія «Сильна Україна»                       |                              |                       |         |                                         |                                                                   |
| 10                                                      | Тарасенко Тетяна Вікторівна  | 04.11.2010            | середня | член Політичної партії «Сильна Україна» | Забродівський фельдшерсько-акушерський пункт, завідувачка         |
| Самовисування                                           |                              |                       |         |                                         |                                                                   |
| 5                                                       | Куліш Олександр Анатолійович | 04.11.2010            | середня | позапартійний                           | тимчасово не працює                                               |